# دیدو (بازیکن فوتبال)
دیدو (به پرتغالی: Edson Silva) هافبک اهل برزیل است که در شهر برزیل و در تاریخ ۲۷ ژوئن ۱۹۶۲ به دنیا آمده‌است.
دیدو در تیم‌های فوتبال فلامینگو سابقهٔ حضور دارد.